# Brýle

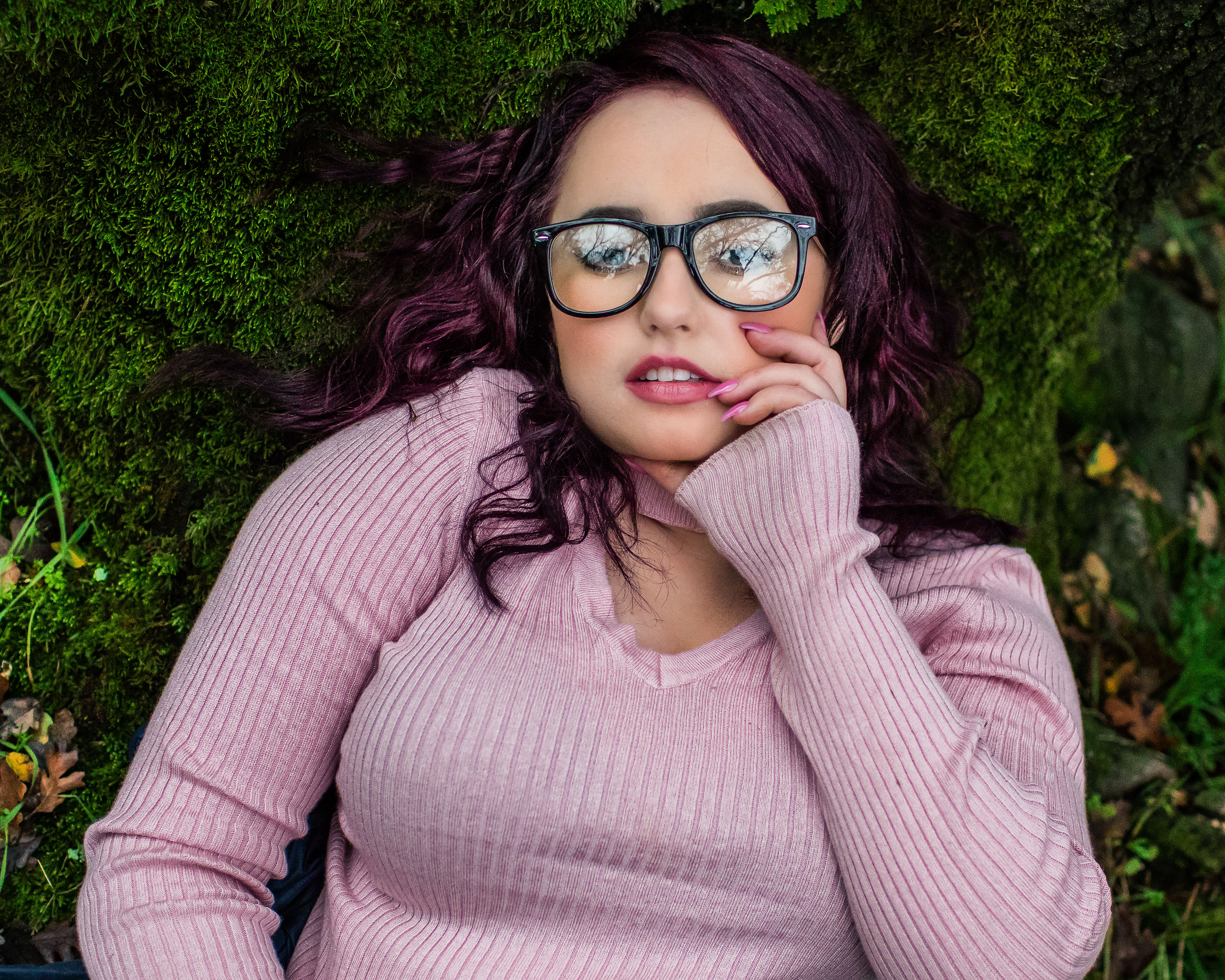
Žena s brýlemi

Brýle nebo lidově také brejle (etymologicky od berylu) jsou pomůcka pro korekci vidění, případně pro ochranu zraku.

## Konstrukce
Brýle obvykle sestávají z pevné obruby, do které jsou upevněny buď čočky umístěné před očima člověka pro vizuální korekci (dioptrické brýle) nebo průhledné zornice pro oční ochranu. Moderní brýle jsou obvykle posazeny plastovými sedýlky na nose a zaoblenými stranicemi za boltce uší, které by měly kopírovat. Některé typy obrouček ale sedýlka nemají a sedí na nose přímo. Existují také brýle vrtané, které mají stranice a spojovací můstek navrtány přímo do skel a obroučky v podstatě nemají.
Tvar a velikost brýlových skel kromě primárního požadavku na funkčnost podléhají módním vlivům, v různých obdobích byly oblíbené např. brýle stylu cat-eye (kočičí oči), Ray-ban (velké a výrazné černé obroučky), aviator (kovové s dvojitým můstkem), úzké nebo naopak velké, okrouhlé či hranaté. Navrhování obrouček se věnují i přední návrháři, některé brýle jsou vysoce designovou záležitostí a někdy ani nemají žádnou korekční funkci, jsou pouze módním doplňkem.

## Dioptrické brýle
Dioptrické brýle slouží ke korekci krátkozrakosti nebo dalekozrakosti, případně ještě v kombinaci s korekcí dalších zrakových vad jako strabismus nebo astigmatismus. Míra korekce vidění čočkami se vyjadřuje prostřednictvím optické mohutnosti v dioptriích, případně ještě dalších.

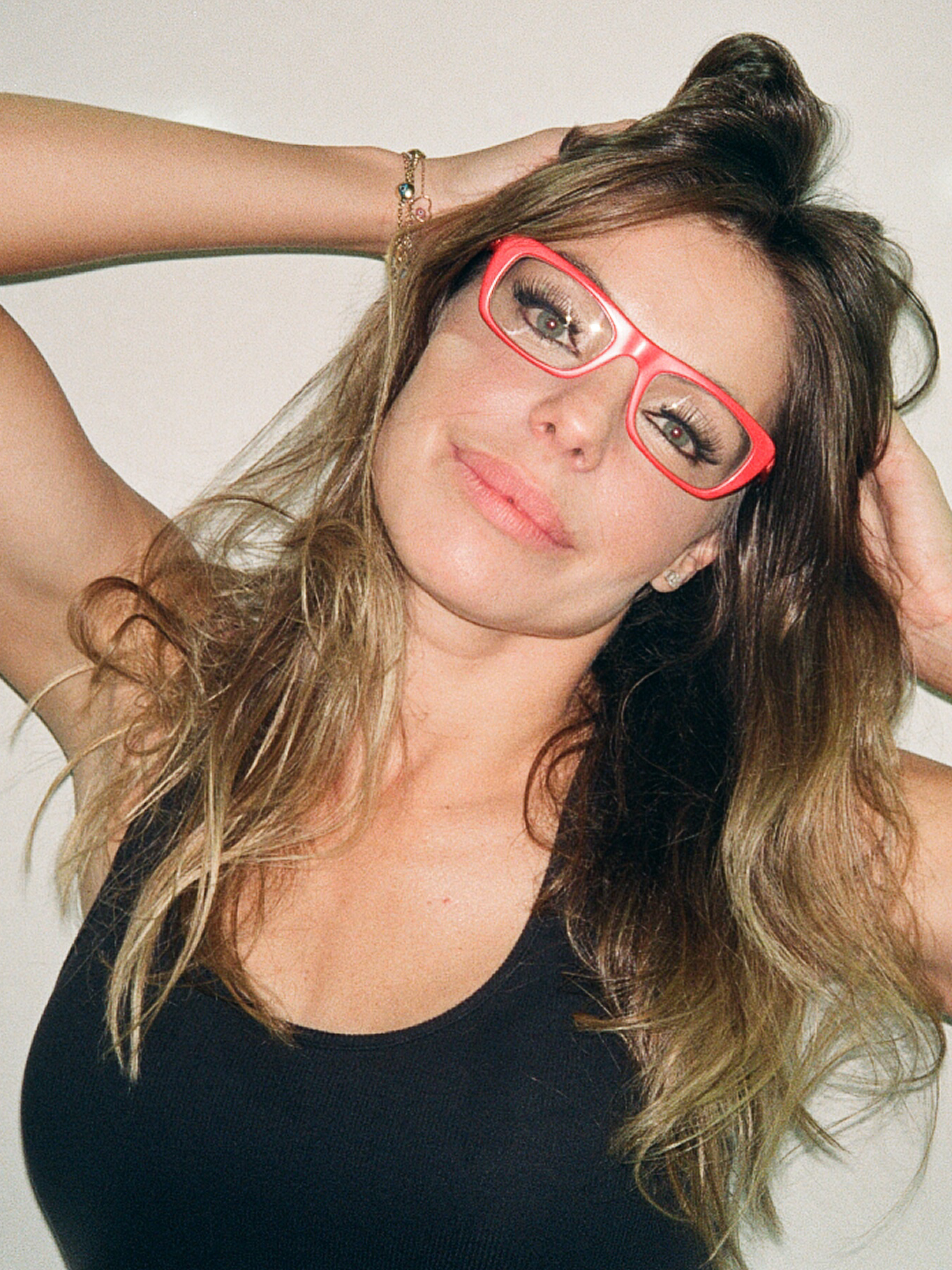
Žena s dioptrickými brýlemi

V případě dioptrických brýlí se rozlišují čočky na optickém základě:
- rozptylné – pro korekci krátkozrakosti (vyznačují se zápornými dioptriemi)
- spojné – pro korekci dalekozrakosti (plusové dioptrie)
- cylindrické, resp. torické (mají různou úroveň korekce v různých rovinách; mohou být v součtu spojné, rozptylné i kombinované) – pro korekci astigmatismu (kromě dioptrií se uvádí i úhel osy cylindru)
- bifokální (mají různou lámavost v horní a dolní části skla; mohou být spojné, rozptylné i kombinované, dolní segment mívá každopádně vyšší plusovou dioptrickou sílu) – nejčastěji pro korekci dosavadní vady kombinované s presbyopií, také při velmi silných vadách
- trifokální (obdobné jako bifokální, ale je přidán ještě třetí segment pro střední vzdálenost) – např. pro kompenzaci afakie (absence oční čočky)
- multifokální (podobný princip jako bi- a trifokální, ale změna lámavosti skla je plynulá; viz též níže)

Většina brýlových čoček je konkávkonvexní nebo konvexkonkávní (tj. z přední i zadní strany jsou prohnuté stejným směrem, ven od oka), ale velmi silná skla mohou být z některé strany rovná (plano) nebo i bikonkávní, resp. bikonvexní. Extrémně silné brýlové čočky často nevyplňují celou obroučku a jsou vybroušeny v prstenci okolního skla; takové se nazývají lentikulární a v případě rozptylek někdy myodisky.

### Materiál čoček
Čočky brýlí, původně vyráběny pouze ze skla, jsou dnes vyráběny i z různých druhů plastů, především CR-39 (nejpoužívanější), dále Trivexu a polykarbonátu. Tyto materiály snižují riziko rozbití, čočky z nich vyrobené mají nižší hmotnost než skleněné čočky, nevýhodou je měkkost materiálu (plastové čočky jsou snáze poškrábatelné). Některé materiály používané při zhotovování korekčních čoček mají větší index lomu, což je užitečné při výrobě čoček se silnějšími dioptriemi (stejné optické mohutnosti brýlové čočky lze dosáhnout použitím menšího množství materiálu – výsledkem je tenčí a tudíž estetičtější korekční pomůcka). Na většinu plastů lze aplikovat tzv. tvrzení, čímž se zajistí větší odolnost čočky vůči mechanickému poškození (nejčastěji je používán tvrdoelastický lak nanesený na obě strany čočky). Pokrytí hydrofobní vrstvou zajišťuje nesmáčivost čočky a díky velmi hladkému povrchu též snazší čištění. Lipofobní úprava zajistí větší odolnost proti zašpinění čoček mastnotou, např. otisky prstů. Antireflexní vrstva snižuje odrazivost čoček ze všech materiálů (včetně minerálního skla), výsledkem je menší odrazivost ploch čočky a tím i její větší propustnost pro viditelné světlo za stejných světelných podmínek (bez úprav mají korekční čočky světelnou propustnost méně než 93 %, s kvalitní antireflexní úpravou lze dosáhnout propustnosti čočky přes 99 %). Výhody pro nositele brýlových čoček s antireflexní úpravou jsou menší únava očí při umělém osvětlení, práci na počítači a sledování televize, lepší vidění při (zejména večerním) řízení motorových vozidel, navíc jde nositeli lépe vidět do očí, což má nezanedbatelný efekt na vzhled a přímou komunikaci.
- Čočky CR-39 mají vysoké Abbeovo číslo (V=59,3) a jejich index lomu činí 1,5.
- Polykarbonátové čočky jsou lehké, velmi tenké a díky svým vlastnostem jsou vhodné k osazení zejména vrtaných obrub (jsou mnohem odolnější proti nárazu než CR-39, jsou ovšem křehčí než trivexové čočky). Díky velmi nízkému Abbeovu číslu (V=31) a indexu lomu o hodnotě n=1,59 mají polykarbonátové čočky citelně horší optické vlastnosti (především vysokou odrazivost a větší barevnou vadu), aplikace antireflexu je téměř nezbytností.
- Trivexové čočky díky absenci vnitřního pnutí svou odolností předčí čočky polykarbonátové. Díky vyššímu Abbeovu číslu (V=43–45) má Trivex i výrazně lepší optické vlastnosti, není však tak tenký (index lomu n=1,53).

### Zvláštní typy čoček
- Multifokální (též progresivní) čočka má v různých místech různou ohniskovou vzdálenost, používá se ke korekci presbyopie (stařecké vetchozrakosti), pomocí těchto brýlí je možné s jedněmi brýlemi vidět jak do blízka, tak do dálky. Známy jsou však i případy, kdy multifokální brýle slouží jen jako brýle čtecí („bez dioptrií na dálku“, odpadá poté hledání a neustálé sundavání a nandavání čtecích brýlí) nebo naopak pouze jako brýle na dálku („bez dioptrií na blízko“ – využitelné pro staršího myopa, který má již problémy s přeostřováním na blízko v brýlích na dálku). Předchůdcem multifokálních čoček jsou čočky bifokální (dvouohniskové, dělené – mají vlisovaný nebo vybroušený oddíl na blízko). Jejich vynálezcem byl Benjamin Franklin. Podle jejich tvůrce je odvozen název Franklinův bifokál – jde o čočky s oddílem na blízko, tvořícím celou spodní polovinu čočky (tedy ne jen malý srpek).
- Asférické čočky jsou takové čočky, jejichž jedna strana nemá kulovou (sférickou) plochu. U silného svazku paprsků dochází při dopadu na větší lámavou plochu sférické čočky k nestejnoměrnému lomu paprsků. Výsledkem je zobrazení nikoliv bodu, ale rozmazané plošky (koma). Tento jev se nazývá sférická aberace. Asférická čočka svou konstrukcí (od středu ke kraji se mění strmost zakřivení jedné z ploch) tuto vadu zčásti nebo úplně eliminuje, zároveň částečně snižuje aberaci chromatickou. Pro uživatele není rozdíl patrný co se kvality visu týče, nicméně asférická čočka je schopna alespoň částečně eliminovat nepříjemné průvodní jevy nošení brýlí: velké či malé oči za silnějšími skly a samotnou tloušťku skla (asféra je plošší než čočka sférická při stejné optické mohutnosti a indexu lomu). I tento typ čoček má však svá úskalí, je zapotřebí preciznějších měření, než je tomu u čoček sférické konstrukce. Velmi záleží na zakřivení a inklinaci očnic brýlí, neboť při špatném zaměření některého z parametrů (pupilární distance, osa otáčení, inklinace…) dochází k diskomfortu vidění, např. deformace obrazu při pohledu stranou, bolesti hlavy atd.

### Způsoby čištění dioptrických brýlí
Při čištění dioptrických brýlí je třeba opatrnosti, protože zejména ty s čočkami vyrobenými z plastu jsou velmi náchylné na poškrábání. Zejména se doporučuje vyvarovat se jakéhokoli čištění suchou cestou (utírání papírovým ubrouskem, trikem, apod.). Vhodnějšími způsoby jsou tyto:
- Postříkání čisticím sprejem a následné otření čoček hadříkem z mikrovlákna – Tento způsob vám doporučí v každé optice, nicméně rozhodně není moc šetrný, protože právě při zmíněném otírání hadříkem je na čočky vyvíjen tlak a nečistoty, které na nich při otírání stále setrvávají snadno způsobí poškrábání.
- Otření vlhčenými ubrousky – Podobné způsobu výše, jen bez nutnosti předchozího postříkání čoček čisticím sprejem (či jiným vhodným prostředkem). I zde ovšem hrozí vysoké riziko poškrábání, protože nečistoty jsou odstraňovány za pomocí mechanického tlaku, jenž působí i proti samotné čočce.
- Ultrazvukové čištění – Tento způsob spočívá ve vložení brýlí do speciálního přístroje, který z nich odstraní nečistoty ultrazvukem. Jedná se o čištění relativně šetrné, nicméně před jeho začátkem je vhodné brýle očistit od všech hrubých nečistot, protože ty při čištění ultrazvukem mohou způsobit závažné poškrábání.
- Bezkontaktní čištění – Jde o nejšetrnější možný způsob čištění, minimalizující riziko poškrábání na nejnižší možnou míru. Navíc ho lze bez problému provádět i doma. Brýle se nejprve opláchnou teplou (ne příliš horkou) vodou. Poté se běžným rozprašovačem (v němž je voda s příměsí jaru) na čočky stříká nejprve na šikmo, aby nečistoty nebyly tlačeny přímo proti čočce. Teprve poté je možné stříkat z blízkosti přímo proti čočkám, aby se ještě odstranila zbývající mastnota. Nakonec se brýle opět opláchnou teplou vodou a kapky vody z nich sfouknete ústy, či jiným způsobem, při němž se čoček ničím nedotknete. Zbývající kapky, jenž se nepodaří odstranit, stačí nechat jednoduše zaschnout. Tímto způsobem sice nedosáhnete dokonalé, absolutní čistoty, jako u těch předchozích, na druhou stranu ale zajistí dlouhou životnost brýlí.

## Ochranné brýle
Ochranné brýle chrání zrak před poškozením, buď mechanickým (např. před odštěpky odletujícími při obrábění materiálů), nebo zářením, např. před ultrafialovým nebo i tepelným (např. v hutnictví).
Motoristické brýle chrání jezdce na motocyklu před rychlým či prudkým proudem vzduchu, který způsobuje slzení, a před létajícím hmyzem. Mohou být součástí helmy. Dříve tyto brýle používali i řidiči otevřených automobilů a piloti malých letadel, dokud nebyli chráněni prosklenou karosérií nebo kokpitem.
Potápěčské brýle a brýle pro sportovní plavání oddělují očí od vodního prostředí a tím je chrání a zajišťují ostré vidění. Lyžařské brýle chrání před proudem studeného vzduchu a před nárazy poletujícího sněhu.

### Sluneční brýle

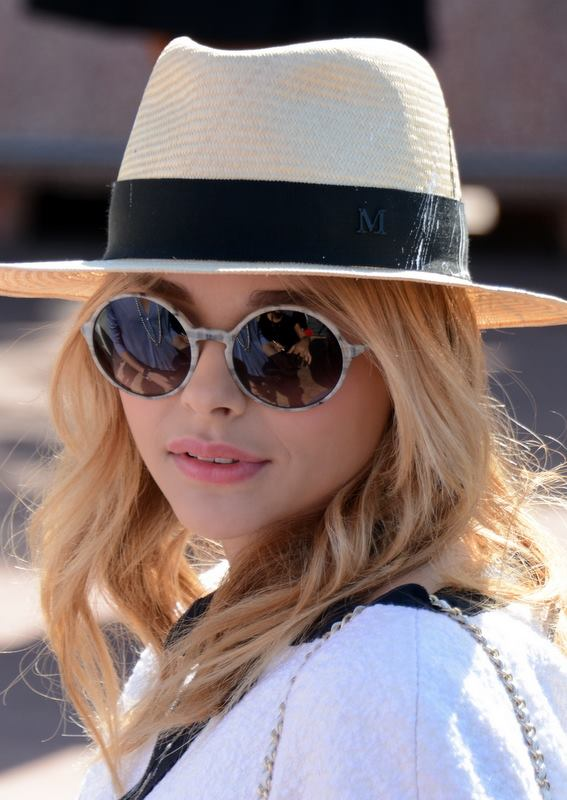
Dívka se slunečními brýlemi

Je to typ ochranných brýlí, které mají zatmavená skla, aby chránily oči před jasným slunečním světlem. Jsou typickým doplňkem k opalování u moře, ale běžně se nosí po celé léto při jakémkoli pohybu venku a také v zimě pro ochranu před ostrým sluncem na zasněžených horách. Díky rozličným obroučkám a barevným odstínům fungují i jako výrazný módní prvek a statusový symbol, patří neodmyslitelně k některým profesím. Sluneční brýle mají zdravotní smysl zejména u dětí, které mají širší a průhlednější čočku než dospělý člověk a je u nich větší riziko poškození očí.

### Kombinace s dioptrickými brýlemi
Někdy je možné mít nasazeny ochranné brýle přes dioptrické, ale vyrábějí se také ochranná skla „na míru“ podle typu nositelovy oční vady. Běžné jsou zejména dioptrické brýle sluneční, a to jak se skly tmavými stále, tak se skly reagujícími na osvětlení (tzv. samozabarvovací, zatmavovací, kouřová). Alternativou jsou sluneční klapky – plastové filtry, které lze nasadit na obyčejné brýle.

## 3D brýle

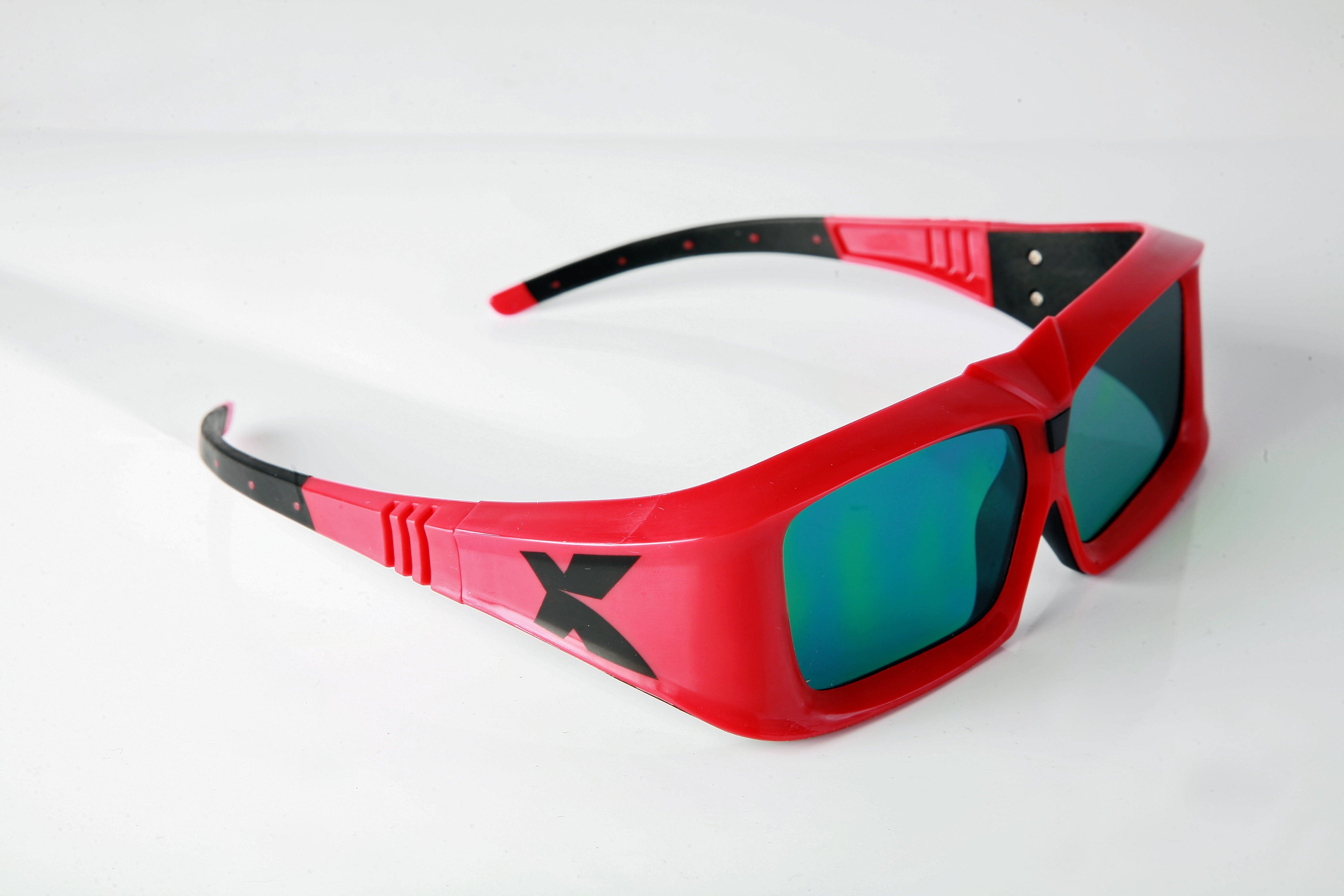
3D brýle

Tyto brýle se používají ke sledování 3D filmů či kreseb, nebo pro vyvolání dojmu virtuální reality. Tyto brýle zajišťují, aby každé oko mohlo sledovat samostatný obraz. Dosahuje se toho buď odlišnými barvami skel (červená a zelená/modrá – výsledný obraz je pak zdánlivě černobílý) nebo tím, že skla fungují jako polarizační filtry s kolmými rovinami polarizace (zde není žádné omezení na barevnost). Tento systém používají například 3-D kina Imax.